# Ivan Daniliants
Ivan Daniliants, o Danilianț, (en ruso: Иван Альбертович Данильянц; n. 20 de febrero de 1953, Asjabad, Unión Soviética) es un exfutbolista soviético y entrenador de fútbol austríaco-moldavo. Fue entrenador del FC Rostov de la Liga Premier de Rusia, equipo al que llegó como parte del equipo técnico de Kurban Berdyev.

## Biografía
Daniliants nació en Asjabad, Turkmenistán, en aquel momento una república soviética, y vive en Klagenfurt, Austria, y posee nacionalidad austriaca. En 1974 se licenció en Educación Física en la Universidad Estatal de Turkmenistán.